# Nikita Nieczajew
Nikita Aleksandrowicz Nieczajew (ros. Никита Александрович Нечаев, ur. 1907 we wsi Koczeriemowo w guberni kostromskiej, zm. w kwietniu 1989 w Moskwie) – radziecki polityk, I sekretarz Południowokazachstańskiego Komitetu Obwodowego Komunistycznej Partii (bolszewików) Kazachstanu (1938-1944), I sekretarz Północnokazachstańskiego Komitetu Obwodowego KP(b)K (1944-1945).
Od 1927 w WKP(b), 1927-1928 przewodniczący powiatowego związku zawodowego spożywców w guberni kostromskiej, 1928-1931 słuchacz fakultetu robotniczego w Kostromie, 1931-1933 studiował w 1 Moskiewskim Uniwersytecie Państwowym, 1933-1935 studiował w Moskiewskim Instytucie Pedagogicznym im. Karla Liebknechta, 1935-1937 pracownik naukowy Instytutu Badań Ekonomicznych Państwowej Komisji Planowania przy Radzie Ministrów ZSRR. Od 1937 kierownik sektora budżetów robotniczych Centralnego Zarządu Ewidencji Gospodarczej Państwowej Komisji Planowania przy Radzie Ministrów ZSRR, potem zastępca szefa wydziału ewidencji pracy tego zarządu, 1938-1944 I sekretarz Południowokazachstańskiego Komitetu Obwodowego KP(b)K, 1944-1945 I sekretarz Północnokazachstańskiego Komitetu Obwodowego KP(b)K 1945-1946 słuchacz Wyższej Szkoły Organizatorów Partyjnych przy KC WKP(b). 1947-1950 przewodniczący Rady ds. Kołchozów przy Radzie Ministrów ZSRR na obwód rostowski, 1950 przewodniczący Rady ds. Kołchozów przy Radzie Ministrów ZSRR na Kraj Krasnodarski, 1950-1951 inspektor tej Rady, a 1951-1953 jej przewodniczący na obwód moskiewski. 1953-1955 zastępca szefa Wydziału Organów Partyjnych, Związkowych i Komsomolskich Moskiewskiego Komitetu Obwodowego KPZR, 1955-1957 zastępca szefa Wydziału Sowchozów tego Komitetu, 1957-1969 przewodniczący obwodowego komitetu związku zawodowego pracowników instytucji państwowych w Moskwie, następnie na emeryturze. Odznaczony Orderem Lenina i Orderem „Znak Honoru”.